# De Dominica oratione
De Dominica oratione è un'opera scritta nel 251-252 da Tascio Cecilio Cipriano, Padre della Chiesa: in essa viene interpretata e spiegata in modo chiaro e semplice la preghiera del Pater noster (il Padre nostro).
L'opera richiama il De oratione di Quinto Settimio Fiorente Tertulliano. 
| Controllo di autorità | VIAF (EN) 316914148 · J9U (EN, HE) 987007383247805171 |